# Edificio Furness-Hewitt
El edificio Furness-Hewitt es la sede de la academia de Bellas Artes de Pensilvania.

## Historia
El actual edificio del museo comenzó a construirse en 1871 y se inauguró en 1876 con motivo del Centenario de Filadelfia. Diseñado por los arquitectos estadounidenses Frank Furness y George Hewitt, ha sido calificado como "uno de los edificios victorianos más magníficos del país". La fachada del edificio se inspira en varios estilos históricos diferentes, como el Segundo Imperio, el Renacimiento y el Renacimiento Gótico, amalgamados de una "manera agresivamente personal".[La coloración exterior del edificio combina "piedra parda rústica, arenisca pulida, granito rosa, ladrillo rojo prensado y terracota violácea". Fue la primera estructura de Estados Unidos diseñada específicamente para la enseñanza y exposición de bellas artes en una instalación consolidada.
Es la obra más conocida de Furness, y sirvió para consagrarlo como uno de los mejores arquitectos del país. A pesar de ser alabado inicialmente por la crítica, a finales de siglo los gustos habían cambiado y el edificio no se consideraba atractivo. Finalmente, se tomaron medidas para oscurecer su ornamentación y "modernizarlo".
En la época posterior a la Segunda Guerra Mundial, volvió a ser apreciado, ya que el crecimiento del movimiento de conservación histórica hizo que la gente fuera más consciente de los tesoros del pasado. Se considera ahora una obra maestra, uno de los mayores edificios de Filadelfia y posiblemente la mayor obra de Furness. Fue incluido en el Registro Nacional de Lugares Históricos en 1971 y designado monumento histórico nacional en 1975. En 1976 se restauró por completo, tanto el interior como el exterior, coincidiendo con su centenario y con el bicentenario de Estados Unidos. El trabajo de restauración se llevó a cabo a través de Day and Zimmerman Associates, y fue dirigido por Human Myers. En 2019, el estudio de arquitectura DLR Group completó otra renovación tanto en el edificio Furness-Hewitt como en el Hamilton para acomodar el crecimiento dentro del sitio fijo de la institución, manteniendo los detalles históricos de los edificios.